# Crotalaria scabra
Crotalaria scabra är en ärtväxtart som beskrevs av James Sykes Gamble. Crotalaria scabra ingår i släktet sunnhampor, och familjen ärtväxter. Inga underarter finns listade i Catalogue of Life.